# Observatório Steward
O observatório Steward (em inglês:  Steward Observatory) é um observatório astronômico localizado na cidade de Tucson, no estado norte-americano do Arizona. Foi construido após uma doação, em 1916, de 60 mil dólares por parte de Lavonia Steward à Universidade do Arizona.